# Walter Medina
Walter Eduardo Medina Delgado (Montevideo, 22 de octubre de 1956 - Montevideo, 8 de julio de 1973) fue un estudiante y activista político uruguayo. Fue asesinado pocos días después de instaurada la dictadura en Uruguay. Era afiliado a la Juventud Socialista.
Cuando fue asesinado, por un policía de la Guardia Republicana y por la espalda, el 8 de julio de 1973, tenía 16 años y estaba escribiendo en un muro "Consulta Popular", no llegó a terminar la frase quedó escrito "Consulta Popu ". El pintaba eso a una cuadra de su casa, el policía lo vio desde un ómnibus, se bajó y le disparó tres balazos. 
Una sobrina de Medina, que es cineasta en Suecia, realizó un documental titulado Memorias de Walter en Montevideo, con la participación de sus abuelos (los padres de Medina). Donde se documenta el estado en quedó su familia posterior al asesinato. Además impulsó una causa penal por el crimen de su tío.
Walter Medina, junto a Líber Arce (asesinado el 14 de agosto de 1968), Susana Pintos y Hugo de los Santos (asesinados el 20 de septiembre de 1968), son considerados como referentes de los mártires juveniles y estudiantiles, que lucharon contra la instalación de un régimen autoritario en Uruguay sobre finales de la década de los '60 y principio de los '70.
La Federación de Estudiantes Universitarios del Uruguay (FEUU) conmemora los 14 de agosto de cada año el Día de los Mártires Estudiantiles, donde se recuerdan estos asesinatos.

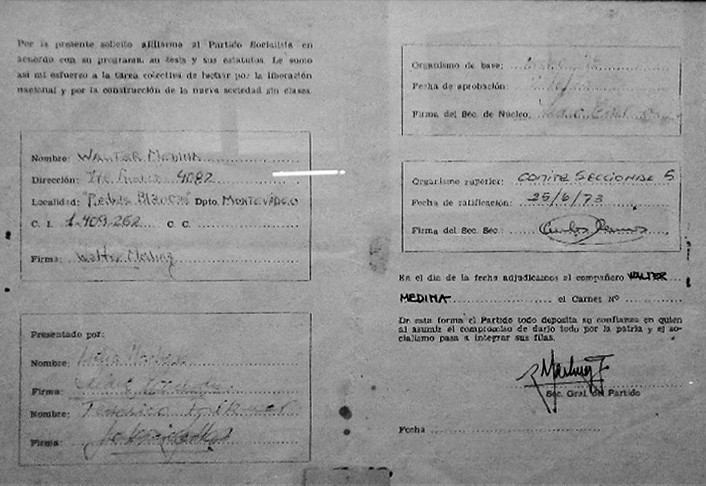
Ficha de afiliación de Medina a la Juventud del Partido Socialista.

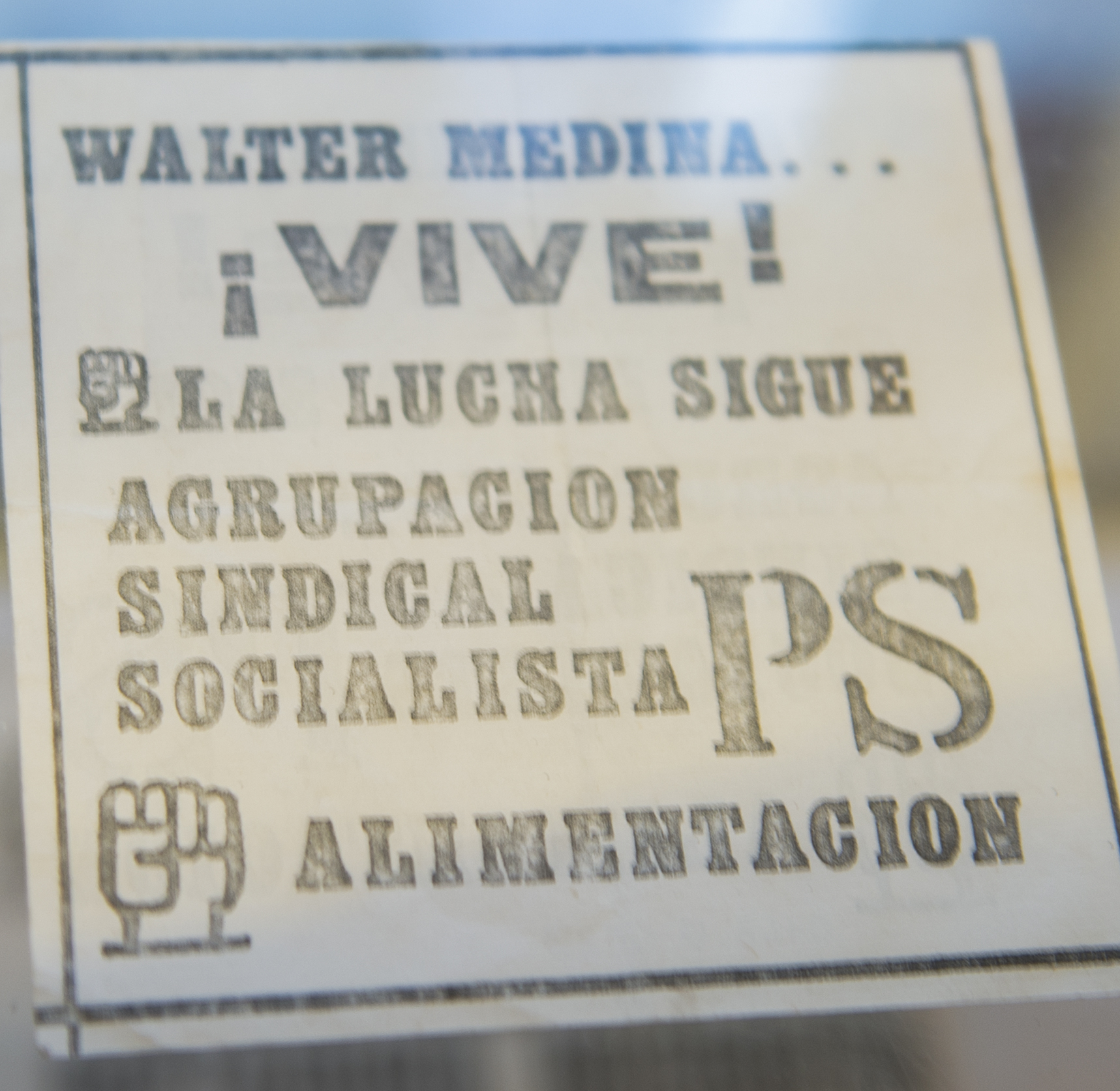
Volante sobre su muerte